# تاکدا موتوآکی
تاکدا موتوآکی (به ژاپنی: 武田 元明 たけだ もとあき) (۱۵۸۲–۱۵۶۲ میلادی) یک سامورایی و دایمیوی ولایت واکاسا در دوره سنگوکو و دوره آزوچی-مومویاما بود. همسر او کیوگوکو تاتسوکو نام داشت و پس از کشته شدن او همسر غیراصلی تویوتومی هیده‌یوشی شد.